# Sixième district congressionnel de l'État de Washington
Le 6e district congressionnel de Washington englobe la péninsule olympique, la péninsule de Kitsap et la majeure partie de la ville de Tacoma. Ses comtés comprennent l'intégralité des comtés de Clallam, Kitsap, Mason, Jefferson et Grays Harbor, ainsi qu'une partie du Comté de Pierce. Le 6e district est représenté par le Démocrate Derek Kilmer depuis janvier 2013. Il a succédé à Norm Dicks, Représentant sortant et collègue Démocrate depuis 36 ans, à l'époque doyen de la délégation de Washington.
Créé après le recensement américain de 1930, le 6e district est un district de classe ouvrière, dont un grand nombre d'emplois sont assurés par le tourisme et une industrie du bois en déclin sur les côtes du Pacifique et de Juan de Fuca, ainsi que par le chantier naval de Puget Sound à Bremerton.
Sur le plan présidentiel, le 6e est à tendance démocrate. C'était l'un des deux seuls districts de Washington retenus par les démocrates lors des élections de réalignement républicain de 1994.
Al Gore et John Kerry ont remporté la circonscription en 2000 et 2004, avec respectivement 52 et 53 % des voix. Barack Obama a remporté la circonscription en 2008 et 2012, avec 57 et 56 % des voix. Hillary Clinton a remporté la circonscription avec 51 % en 2016, avec une marge réduite, mais toujours importante. Joe Biden a obtenu 57 % dans le district en 2020.

## Historique de vote
| Année | Poste     | Résultats               |
| ----- | --------- | ----------------------- |
| 1992  | Président | Clinton 43,0 % - 31,0 % |
| 1996  | Président | Clinton 50,0 % - 36,0 % |
| 2000  | Président | Gore 52,0 % - 37,0 %    |
| 2004  | Président | Kerry 53,0 % - 36,0 %   |
| 2008  | Président | Obama 57,0 % - 40,0 %   |
| 2012  | Président | Obama 56,0 % - 41,0 %   |
| 2016  | Président | Clinton 51,0 % - 39,0 % |
| 2020  | Président | Biden 57,0 % - 39,0 %   |

## Liste des Représentants du district
| Membre                          | Parti       | Années                           | Congrès     | Histoire électorale | Zone géographique                                                                  |
| ------------------------------- | ----------- | -------------------------------- | ----------- | --- | ---------------------------------------------------------------------------------- |
| District établit le 4 mars 1933 |             |                                  |             | |                                                                                    |
| Wesley Lloyd (en)               | Démocrate   | 4 mars 1933                      | 73e , 74e   | Élu en 1932. Réélu en 1934. Décès. | 1933–1959                                                                          |
| Vacant                          | Vacant      | 10 janvier 1936 - 3 janvier 1937 | 74e         | | 1933–1959                                                                          |
| John M. Coffee (en)             | Démocrate   | 3 janvier 1937 - 3 janvier 1947  | 75e - 79e   | Élu en 1936. Réélu en 1938. Réélu en 1940. Réélu en 1942. Réélu en 1944. Perd sa réélection. | 1933–1959                                                                          |
| Thor C. Tollefson (en)          | Républicain | 3 janvier 1947 - 3 janvier 1965  | 80e - 88e   | Élu en 1946. Réélu en 1948. Réélu en 1950. Réélu en 1952. Réélu en 1954. Réélu en 1956. Réélu en 1958. Réélu en 1960. Réélu en 1962. Perd sa réélection. | 1933–1959                                                                          |
| Thor C. Tollefson (en)          | Républicain | 3 janvier 1947 - 3 janvier 1965  | 80e - 88e   | Élu en 1946. Réélu en 1948. Réélu en 1950. Réélu en 1952. Réélu en 1954. Réélu en 1956. Réélu en 1958. Réélu en 1960. Réélu en 1962. Perd sa réélection. | 1959–1961                                                                          |
| Thor C. Tollefson (en)          | Républicain | 3 janvier 1947 - 3 janvier 1965  | 80e - 88e   | Élu en 1946. Réélu en 1948. Réélu en 1950. Réélu en 1952. Réélu en 1954. Réélu en 1956. Réélu en 1958. Réélu en 1960. Réélu en 1962. Perd sa réélection. | 1961–1969                                                                          |
| Floyd Hicks (en)                | Démocrate   | 3 janvier 1965 - 3 janvier 1977  | 89e - 94e   | Élu en 1964. Réélu en 1966. Réélu en 1968. Réélu en 1970. Réélu en 1972. Réélu en 1974. Retrait. |                                                                                    |
| Floyd Hicks (en)                | Démocrate   | 3 janvier 1965 - 3 janvier 1977  | 89e - 94e   | Élu en 1964. Réélu en 1966. Réélu en 1968. Réélu en 1970. Réélu en 1972. Réélu en 1974. Retrait. | 1969–1973 Kitsap et Pierce ; parties de King                                       |
| Floyd Hicks (en)                | Démocrate   | 3 janvier 1965 - 3 janvier 1977  | 89e - 94e   | Élu en 1964. Réélu en 1966. Réélu en 1968. Réélu en 1970. Réélu en 1972. Réélu en 1974. Retrait. | 1973–1983                                                                          |
| Norm Dicks (en)                 | Démocrate   | 3 janvier 1977 - 3 janvier 2013  | 95e - 112e  | Élu en 1976. Réélu en 1978. Réélu en 1980. Réélu en 1982. Réélu en 1984. Réélu en 1986. Réélu en 1988. Réélu en 1990. Réélu en 1992. Réélu en 1994. Réélu en 1996. Réélu en 1998. Réélu en 2000. Réélu en 2002. Réélu en 2004. Réélu en 2006. Réélu en 2008. Réélu en 2010. Retrait. |                                                                                    |
| Norm Dicks (en)                 | Démocrate   | 3 janvier 1977 - 3 janvier 2013  | 95e - 112e  | Élu en 1976. Réélu en 1978. Réélu en 1980. Réélu en 1982. Réélu en 1984. Réélu en 1986. Réélu en 1988. Réélu en 1990. Réélu en 1992. Réélu en 1994. Réélu en 1996. Réélu en 1998. Réélu en 2000. Réélu en 2002. Réélu en 2004. Réélu en 2006. Réélu en 2008. Réélu en 2010. Retrait. | 1983–1985 Partie de Kitsap, Mason et Pierce                                        |
| Norm Dicks (en)                 | Démocrate   | 3 janvier 1977 - 3 janvier 2013  | 95e - 112e  | Élu en 1976. Réélu en 1978. Réélu en 1980. Réélu en 1982. Réélu en 1984. Réélu en 1986. Réélu en 1988. Réélu en 1990. Réélu en 1992. Réélu en 1994. Réélu en 1996. Réélu en 1998. Réélu en 2000. Réélu en 2002. Réélu en 2004. Réélu en 2006. Réélu en 2008. Réélu en 2010. Retrait. | 1985–1993 Parts of Kitsap and Pierce                                               |
| Norm Dicks (en)                 | Démocrate   | 3 janvier 1977 - 3 janvier 2013  | 95e - 112e  | Élu en 1976. Réélu en 1978. Réélu en 1980. Réélu en 1982. Réélu en 1984. Réélu en 1986. Réélu en 1988. Réélu en 1990. Réélu en 1992. Réélu en 1994. Réélu en 1996. Réélu en 1998. Réélu en 2000. Réélu en 2002. Réélu en 2004. Réélu en 2006. Réélu en 2008. Réélu en 2010. Retrait. | 1993–2003 Clallam, Jefferson et Mason ; parties de Grays Harbor, Kitsap et Pierce  |
| Norm Dicks (en)                 | Démocrate   | 3 janvier 1977 - 3 janvier 2013  | 95e - 112e  | Élu en 1976. Réélu en 1978. Réélu en 1980. Réélu en 1982. Réélu en 1984. Réélu en 1986. Réélu en 1988. Réélu en 1990. Réélu en 1992. Réélu en 1994. Réélu en 1996. Réélu en 1998. Réélu en 2000. Réélu en 2002. Réélu en 2004. Réélu en 2006. Réélu en 2008. Réélu en 2010. Retrait. | 2003–2013 Clallam, Grays Harbor, Jefferson et Mason ; parties Kitsap et Pierce     |
| Derek Kilmer                    | Démocrate   | 3 janvier 2013 - 3 janvier 2025  | 113e - 118e | Élu en 2012. Réélu en 2014. Réélu en 2016. Réélu en 2018. Réélu en 2020. Réélu en 2022. Retrait à la fin du mandat. | 2013–2023 Clallam, Grays Harbor, Jefferson et Kitsap ; parties Mason et Pierce     |
| Derek Kilmer                    | Démocrate   | 3 janvier 2013 - 3 janvier 2025  | 113e - 118e | Élu en 2012. Réélu en 2014. Réélu en 2016. Réélu en 2018. Réélu en 2020. Réélu en 2022. Retrait à la fin du mandat. | 2023–Présent Clallam, Grays Harbor, Jefferson, Kitsap et Mason ; parties de Pierce |
| Emily Randall                   | Démocrate   | 3 janvier 2025 - Présent         | 119e        | Élue en 2024. |                                                                                    |

## Résultats des récentes élections
Voici les résultats des dix précédents cycles électoraux dans le district.

## Frontières historiques du district

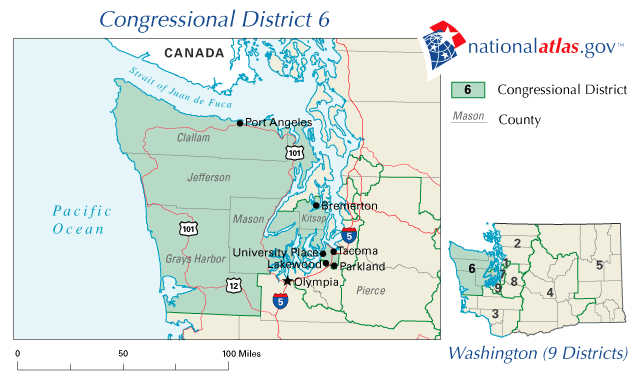
Le district de 2003 à 2013

### 2004
| Élection de 2004 du 6e district congressionnel de Washington | Élection de 2004 du 6e district congressionnel de Washington | Élection de 2004 du 6e district congressionnel de Washington | Élection de 2004 du 6e district congressionnel de Washington | Élection de 2004 du 6e district congressionnel de Washington |
| ------------------------------------------------------------ | ------------------------------------------------------------ | ------------------------------------------------------------ | ------------------------------------------------------------ | ------------------------------------------------------------ |
| Parti                                                        | Parti                                                        | Candidat                                                     | Votes                                                        | %                                                            |
|                                                              | Démocrate                                                    | Norm Dicks (en) (sortant)                                    | 202 919                                                      | 69,0                                                         |
|                                                              | Républicain                                                  | Doug Cloud                                                   | 91 228                                                       | 31,0                                                         |
| Total des votes                                              | Total des votes                                              | Total des votes                                              | 294 147                                                      | 100 %                                                        |
|                                                              | Les Démocrates conservent                                    |                                                              |                                                              |                                                              |

### 2006
| Élection de 2006 du 6e district congressionnel de Washington | Élection de 2006 du 6e district congressionnel de Washington | Élection de 2006 du 6e district congressionnel de Washington | Élection de 2006 du 6e district congressionnel de Washington | Élection de 2006 du 6e district congressionnel de Washington |
| ------------------------------------------------------------ | ------------------------------------------------------------ | ------------------------------------------------------------ | ------------------------------------------------------------ | ------------------------------------------------------------ |
| Parti                                                        | Parti                                                        | Candidat                                                     | Votes                                                        | %                                                            |
|                                                              | Démocrate                                                    | Norm Dicks (en) (sortant)                                    | 158 202                                                      | 70,6                                                         |
|                                                              | Républicain                                                  | Dougl Cloud                                                  | 65 883                                                       | 29,4                                                         |
| Total des votes                                              | Total des votes                                              | Total des votes                                              | 224 085                                                      | 100 %                                                        |
|                                                              | Les Démocrates conservent                                    |                                                              |                                                              |                                                              |

### 2008
| Élection de 2008 du 6e district congressionnel de Washington | Élection de 2008 du 6e district congressionnel de Washington | Élection de 2008 du 6e district congressionnel de Washington | Élection de 2008 du 6e district congressionnel de Washington | Élection de 2008 du 6e district congressionnel de Washington |
| ------------------------------------------------------------ | ------------------------------------------------------------ | ------------------------------------------------------------ | ------------------------------------------------------------ | ------------------------------------------------------------ |
| Parti                                                        | Parti                                                        | Candidat                                                     | Votes                                                        | %                                                            |
|                                                              | Démocrate                                                    | Norm Dicks (en) (sortant)                                    | 205 991                                                      | 66,9                                                         |
|                                                              | Républicain                                                  | Doug Cloud                                                   | 102 081                                                      | 33,1                                                         |
| Total des votes                                              | Total des votes                                              | Total des votes                                              | 308 072                                                      | 100 %                                                        |
|                                                              | Les Démocrates conservent                                    |                                                              |                                                              |                                                              |

### 2010
| Élection de 2010 du 6e district congressionnel de Washington | Élection de 2010 du 6e district congressionnel de Washington | Élection de 2010 du 6e district congressionnel de Washington | Élection de 2010 du 6e district congressionnel de Washington | Élection de 2010 du 6e district congressionnel de Washington |
| ------------------------------------------------------------ | ------------------------------------------------------------ | ------------------------------------------------------------ | ------------------------------------------------------------ | ------------------------------------------------------------ |
| Parti                                                        | Parti                                                        | Candidat                                                     | Votes                                                        | %                                                            |
|                                                              | Démocrate                                                    | Norm Dicks (en) (sortant)                                    | 151 873                                                      | 58,0                                                         |
|                                                              | Républicain                                                  | Doug Cloud                                                   | 109 800                                                      | 42,0                                                         |
| Total des votes                                              | Total des votes                                              | Total des votes                                              | 261 673                                                      | 100 %                                                        |
|                                                              | Les Démocrates conservent                                    |                                                              |                                                              |                                                              |

### 2012
| Élection de 2012 du 6e district congressionnel de Washington | Élection de 2012 du 6e district congressionnel de Washington | Élection de 2012 du 6e district congressionnel de Washington | Élection de 2012 du 6e district congressionnel de Washington | Élection de 2012 du 6e district congressionnel de Washington |
| ------------------------------------------------------------ | ------------------------------------------------------------ | ------------------------------------------------------------ | ------------------------------------------------------------ | ------------------------------------------------------------ |
| Parti                                                        | Parti                                                        | Candidat                                                     | Votes                                                        | %                                                            |
|                                                              | Démocrate                                                    | Derek Kilmer                                                 | 186 661                                                      | 59,0                                                         |
|                                                              | Républicain                                                  | Bill Driscoll                                                | 129 725                                                      | 41,0                                                         |
| Total des votes                                              | Total des votes                                              | Total des votes                                              | 316 386                                                      | 100 %                                                        |
|                                                              | Les Démocrates conservent                                    |                                                              |                                                              |                                                              |

### 2014
| Élection de 2014 du 6e district congressionnel de Washington | Élection de 2014 du 6e district congressionnel de Washington | Élection de 2014 du 6e district congressionnel de Washington | Élection de 2014 du 6e district congressionnel de Washington | Élection de 2014 du 6e district congressionnel de Washington |
| ------------------------------------------------------------ | ------------------------------------------------------------ | ------------------------------------------------------------ | ------------------------------------------------------------ | ------------------------------------------------------------ |
| Parti                                                        | Parti                                                        | Candidat                                                     | Votes                                                        | %                                                            |
|                                                              | Démocrate                                                    | Derek Kilmer (sortant)                                       | 141 265                                                      | 63,0                                                         |
|                                                              | Républicain                                                  | Marty McClendon                                              | 83 025                                                       | 37,0                                                         |
| Total des votes                                              | Total des votes                                              | Total des votes                                              | 224 290                                                      | 100 %                                                        |
|                                                              | Les Démocrates conservent                                    |                                                              |                                                              |                                                              |

### 2016
| Élection de 2016 du 6e district congressionnel de Washington | Élection de 2016 du 6e district congressionnel de Washington | Élection de 2016 du 6e district congressionnel de Washington | Élection de 2016 du 6e district congressionnel de Washington | Élection de 2016 du 6e district congressionnel de Washington |
| ------------------------------------------------------------ | ------------------------------------------------------------ | ------------------------------------------------------------ | ------------------------------------------------------------ | ------------------------------------------------------------ |
| Parti                                                        | Parti                                                        | Candidat                                                     | Votes                                                        | %                                                            |
|                                                              | Démocrate                                                    | Derek Kilmer (sortant)                                       | 201 718                                                      | 61,5                                                         |
|                                                              | Républicain                                                  | Todd A. Bloom                                                | 126 116                                                      | 38,5                                                         |
| Total des votes                                              | Total des votes                                              | Total des votes                                              | 327 834                                                      | 100 %                                                        |
|                                                              | Les Démocrates conservent                                    |                                                              |                                                              |                                                              |

### 2018
| Élection de 2018 du 6e district congressionnel de Washington | Élection de 2018 du 6e district congressionnel de Washington | Élection de 2018 du 6e district congressionnel de Washington | Élection de 2018 du 6e district congressionnel de Washington | Élection de 2018 du 6e district congressionnel de Washington |
| ------------------------------------------------------------ | ------------------------------------------------------------ | ------------------------------------------------------------ | ------------------------------------------------------------ | ------------------------------------------------------------ |
| Parti                                                        | Parti                                                        | Candidat                                                     | Votes                                                        | %                                                            |
|                                                              | Démocrate                                                    | Derek Kilmer (sortant)                                       | 206 409                                                      | 63,9                                                         |
|                                                              | Républicain                                                  | Douglas Dightman                                             | 116 677                                                      | 36,1                                                         |
| Total des votes                                              | Total des votes                                              | Total des votes                                              | 323 086                                                      | 100 %                                                        |
|                                                              | Les Démocrates conservent                                    |                                                              |                                                              |                                                              |

### 2020
| Élection de 2020 du 6e district congressionnel de Washington | Élection de 2020 du 6e district congressionnel de Washington | Élection de 2020 du 6e district congressionnel de Washington | Élection de 2020 du 6e district congressionnel de Washington | Élection de 2020 du 6e district congressionnel de Washington |
| ------------------------------------------------------------ | ------------------------------------------------------------ | ------------------------------------------------------------ | ------------------------------------------------------------ | ------------------------------------------------------------ |
| Parti                                                        | Parti                                                        | Candidat                                                     | Votes                                                        | %                                                            |
|                                                              | Démocrate                                                    | Derek Kilmer (sortant)                                       | 247 429                                                      | 59,3                                                         |
|                                                              | Républicain                                                  | Elizabeth Kreiselmaier                                       | 168 783                                                      | 40,5                                                         |
|                                                              | Write-In                                                     | Write-In                                                     | 1 004                                                        | 0,2                                                          |
| Total des votes                                              | Total des votes                                              | Total des votes                                              | 417 216                                                      | 100 %                                                        |
|                                                              | Les Démocrates conservent                                    |                                                              |                                                              |                                                              |

### 2022
| Primaire Non-Partisane de 2022 du 6e district congressionnel de Washington | Primaire Non-Partisane de 2022 du 6e district congressionnel de Washington | Primaire Non-Partisane de 2022 du 6e district congressionnel de Washington | Primaire Non-Partisane de 2022 du 6e district congressionnel de Washington | Primaire Non-Partisane de 2022 du 6e district congressionnel de Washington |
| -------------------------------------------------------------------------- | -------------------------------------------------------------------------- | -------------------------------------------------------------------------- | -------------------------------------------------------------------------- | -------------------------------------------------------------------------- |
| Parti                                                                      | Parti                                                                      | Candidat                                                                   | Votes                                                                      | %                                                                          |
|                                                                            | Démocrate                                                                  | Derek Kilmer (sortant)                                                     | 115 725                                                                    | 50,4                                                                       |
|                                                                            | Républicain                                                                | Elizabeth Kreiselmaier                                                     | 54 621                                                                     | 23,8                                                                       |
|                                                                            | Républicain                                                                | Todd Bloom                                                                 | 24 036                                                                     | 10,4                                                                       |
|                                                                            | Démocrate                                                                  | Rebecca Parson                                                             | 21 523                                                                     | 9,4                                                                        |
|                                                                            | Républicain                                                                | Chris Binns                                                                | 11 074                                                                     | 4,8                                                                        |
|                                                                            | Indépendant                                                                | Tom Triggs                                                                 | 2 674                                                                      | 1,2                                                                        |

| Élection de 2022 du 6e district congressionnel de Washington | Élection de 2022 du 6e district congressionnel de Washington | Élection de 2022 du 6e district congressionnel de Washington | Élection de 2022 du 6e district congressionnel de Washington | Élection de 2022 du 6e district congressionnel de Washington |
| ------------------------------------------------------------ | ------------------------------------------------------------ | ------------------------------------------------------------ | ------------------------------------------------------------ | ------------------------------------------------------------ |
| Parti                                                        | Parti                                                        | Candidat                                                     | Votes                                                        | %                                                            |
|                                                              | Démocrate                                                    | Derek Kilmer (sortant)                                       | 208 710                                                      | 60,0                                                         |
|                                                              | Républicain                                                  | Elizabeth Kreiselmaier                                       | 138 754                                                      | 39,9                                                         |
|                                                              | Write-In                                                     | Write-In                                                     | 409                                                          | 0,1                                                          |
| Total des votes                                              | Total des votes                                              | Total des votes                                              | 347 873                                                      | 100 %                                                        |
|                                                              | Les Démocrates conservent                                    |                                                              |                                                              |                                                              |

### 2024
| Primaire Non-Partisane de 2024 du 6e district congressionnel de Washington | Primaire Non-Partisane de 2024 du 6e district congressionnel de Washington | Primaire Non-Partisane de 2024 du 6e district congressionnel de Washington | Primaire Non-Partisane de 2024 du 6e district congressionnel de Washington | Primaire Non-Partisane de 2024 du 6e district congressionnel de Washington |
| -------------------------------------------------------------------------- | -------------------------------------------------------------------------- | -------------------------------------------------------------------------- | -------------------------------------------------------------------------- | -------------------------------------------------------------------------- |
| Parti                                                                      | Parti                                                                      | Candidat                                                                   | Votes                                                                      | %                                                                          |
|                                                                            | Démocrate                                                                  | Emily Randall                                                              | 80 249                                                                     | 34,3                                                                       |
|                                                                            | Républicain                                                                | Drew MacEwen                                                               | 70 513                                                                     | 30,2                                                                       |
|                                                                            | Démocrate                                                                  | Hilary Franz                                                               | 57 824                                                                     | 24,7                                                                       |
|                                                                            | Républicain                                                                | Janis Clark                                                                | 17 665                                                                     | 7,6                                                                        |
|                                                                            | Indépendant                                                                | J. Graham Ralston                                                          | 7 235                                                                      | 3,1                                                                        |
|                                                                            | Write-In                                                                   | Write-In                                                                   | 188                                                                        | 0,1                                                                        |

| Élection de 2024 du 6e district congressionnel de Washington | Élection de 2024 du 6e district congressionnel de Washington | Élection de 2024 du 6e district congressionnel de Washington | Élection de 2024 du 6e district congressionnel de Washington | Élection de 2024 du 6e district congressionnel de Washington |
| ------------------------------------------------------------ | ------------------------------------------------------------ | ------------------------------------------------------------ | ------------------------------------------------------------ | ------------------------------------------------------------ |
| Parti                                                        | Parti                                                        | Candidat                                                     | Votes                                                        | %                                                            |
|                                                              | Démocrate                                                    | Emily Randall                                                | TBD                                                          | TBD                                                          |
|                                                              | Républicain                                                  | Drew MacEwen                                                 | TBD                                                          | TBD                                                          |
|                                                              | Write-In                                                     | Write-In                                                     | TBD                                                          | TBD                                                          |
| Total des votes                                              | Total des votes                                              | Total des votes                                              | TBD                                                          | 100 %                                                        |
|                                                              |                                                              |                                                              |                                                              |                                                              |